# Por un puñado de besos
Por un puñado de besos és una pel·lícula espanyola dirigida per David Menkes i protagonitzada per Ana de Armas i Martiño Rivas. Es va estrenar a Espanya el 16 de maig de 2014. Està basada en una novel·la de Jordi Sierra i Fabra, anomenada Un poco de abril, algo de mayo, todo septiembre. Va suposar el retorn a la producció de José Frade, tot i que no fou ben acollida per la crítica.

## Argument
Sol (Ana de Armas) és una jove que cerca parella. Per a això decideix posar un anunci en la premsa que la porta a conèixer a Dani (Martiño Rivas). Entre tots dos sorgeix una apassionada història d'amor que sembla perfecta, però que potser no ho és tant.

## Repartiment principal
- Ana de Armas - Sol.
- Martiño Rivas - Dani.
- Megan Montaner - Lidia.
- Marina Salas - Gloria.
- Jan Cornet - Darío.
- Alejandra Onieva - Mamen.
- Joel Bosqued - Sandro.
- Andrea Duro - Marta.

## Nominacions
La pel·lícula va participar en la secció oficial del Festival de Màlaga en 2014. Fou nominada al Goya al millor disseny de vestuari de 2015.